# Émilie Loit
Émilie Loit (Cherbourg-Octeville, 1979. június 9. –) Fed-kupa-győztes visszavonult francia teniszezőnő.
1994–2009 közötti profi pályafutása során egyéniben három, párosban tizenhat WTA-tornát nyert, emellett egyéniben hét, párosban öt ITF-tornán végzett az első helyen. Legjobb egyéni világranglista-helyezését 2004. április 19-én érte amikor huszonhetedik volt, párosban 2003. november 10-én a 15. helyre került.
A Grand Slam-tornákon egyéniben a 4. körig jutott az 1999-es Australian Openen, párosban negyeddöntőt játszott a 2003-as és a 2005-ös Roland Garroson, a 2004-es wimbledoni teniszbajnokságon, valamint az 1998-as Australian Openen is.
2002 és 2006 között szerepelt Franciaország Fed-kupa-válogatottjában. Tagja volt a kupát 2003-ban elnyerő csapatnak.

## Eredményei Grand Slam-tornákon

### Egyéniben
| Torna           | 2009   | 2008   | 2007   | 2006   | 2005   | 2004   | 2003   | 2002   | 2001   | 2000   | 1999   | 1998   | 1997   |
| --------------- | ------ | ------ | ------ | ------ | ------ | ------ | ------ | ------ | ------ | ------ | ------ | ------ | ------ |
| Australian Open | –      | 1. kör | 2. kör | 2. kör | 1. kör | 2. kör | -      | 1. kör | 3. kör | 2. kör | 4. kör | -      | -      |
| Roland Garros   | 1. kör | 3. kör | 1. kör | 2. kör | 3. kör | 2. kör | 2. kör | 3. kör | 1. kör | 3. kör | 1. kör | 2. kör | 1. kör |
| Wimbledon       | –      | 2. kör | 2. kör | 1. kör | 1. kör | 1. kör | 3. kör | 2. kör | 2. kör | -      | 1. kör | -      | -      |
| US Open         | –      | 1. kör | 1. kör | 2. kör | 1. kör | 1. kör | 3. kör | 2. kör | 2. kör | -      | 1. kör | -      | -      |

## Év végi világranglista-helyezései
| Év     | 1995 | 1996 | 1997 | 1998 | 1999 | 2000 | 2001 | 2002 | 2003 | 2004 | 2005 | 2006 | 2007 | 2008 |
| Egyéni | 987. | 572. | 281. | 98.  | 98.  | 102. | 94.  | 58.  | 41.  | 45.  | 81.  | 58.  | 45.  | 138. |
| Páros  | –    | –    | –    | –    | –    | –    | 60.  | 67.  | 15.  | 31.  | 29.  | 49.  | 42.  | 134. |